# Yarumal
Yarumal è un comune della Colombia facente parte del dipartimento di Antioquia.
Il centro abitato venne fondato da Juan Antonio Mon y Velarde nel 1787, mentre l'istituzione del comune è del 1821.